# Spokane Coliseum
Le Spokane Coliseum, surnommé The Boone Street Barn, est une aréna située à Spokane, dans l’État de Washington aux États-Unis. Ouverte en 1954, elle avait une capacité de 5 400 places assises.

## Histoire
Après plus d’un an de construction, l’aréna d’un coût de 2 500 000 dollars est inaugurée le 3 décembre 1954 lors d’un concert devant plus de 8 000 spectateurs.
L'équipe de basket-ball universitaire des Bulldogs de Gonzaga et les Chiefs de Spokane, équipe de hockey sur glace de la Ligue de hockey de l'Ouest, étaient les clubs résidents de l'aréna.
En 1985 et en 1986, la construction d'une nouvelle aréna est rejetée par vote. En 1990, la question se repose au vu de l'état du Spokane Coliseum dont le toit fuit et dont le système de gestion de la glace est en proie à de nombreux problèmes, une partie de la patinoire ayant même commencé à fondre lors d'un match de hockey. De plus, sa faible capacité empêche la tenue de concerts comme ceux de ZZ Top ou des New Kids on the Block qui demandent de pouvoir accueillir au moins 10 000 spectateurs.
Il est finalement remplacé par le Spokane Veterans Memorial Arena et détruit en milieu d'année 1995.